# Žernov (mlýnek)

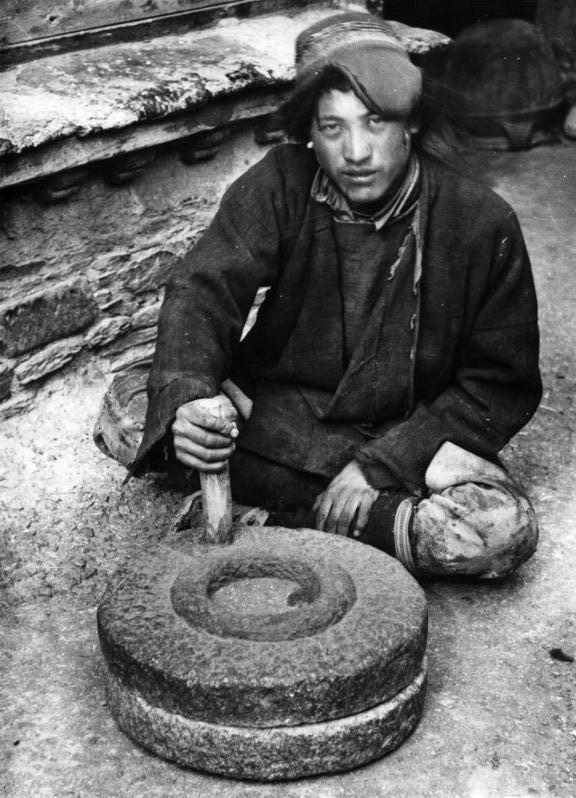
Tibeťan s žernovem (1938)

Žernov je pravěký ruční kamenný mlýnek na obilí.
Žernov sestával ze sady dvou mlecích kamenů tvaru válcovitých disků. Spodní kámen (ležák) byl pevný; horní kámen (běhoun) byl na spodní kámen zabroušen a na ležáku se otáčel podél osového čepu. Mlýnek se roztáčel ručně, pomocí dřevěného kolíku zasazeného do otvoru na obvodu běhounu. Nejstarší žernovy nemají otvor pro kolík a předpokládá se proto, že byly roztáčeny pomocí řemene nebo provazu upevněného na obvodu běhounu. Obilí se do mlýnku sypalo středovým otvorem v běhounu, kolem čepu, který nevyplňoval celý prostor otvoru v běhounu.

## Vynález žernovu
Od neolitické revoluce tvořilo zrno divokých trav a později i obilí podstatnou součást potravy. Zrno i obilí se konzumovaly zpravidla rozdrcené či rozemleté. Nejstarším nástrojem na zpracování zrna bylo jednoduchá kamenné drtidlo zvané zrnotěrka, složené ze dvou kamenů. Na větší kámen se nasypalo zrno a menším kamenem se pohybem od sebe a k sobě roztíralo. Práce s drtidlem byla namáhavá a zdlouhavá, zvláště, pokud bylo potřeba vyrobit mouku, nikoli jen hrubě nadrcený "šrot". Zhotovení kilogramu mouky trvalo 1–3 hodiny. Od pátého století př. n. l. se začaly šířit tzv. mlýnky řeckého typu. Byla to vlastně zvětšená a zdokonalená drtidla. Těžký horní třecí kámen byl opatřen dlouhou rukojetí a kývavý pohyb kolem osy mimo třecí kámen zajišťovalo více lidí, zpravidla otroků. Otvorem v horním kameni propadávalo obilí postupně mezi oba kameny a drtilo se na mouku. V Čechách jsou doloženy „barbarizované mlýnky řeckého typu“, používající podobné principy, ale vyhotovené v menším provedení pro jednoho člověka.
Komu přičíst vynález rotačního mlýnku není zatím zcela jasné. Objevují se v 3.–2. století před naším letopočtem v Itálii a ve Španělsku. Ke zprostředkování ideje rotačního mlýna mezi Středomořím a střední Evropou došlo spíše cestou ibersko-jihogalsko-severogalskou, než přímým kontaktem přes Alpy. Každopádně se žernovy v keltském prostředí ujaly a v posledním století před koncem letopočtu značně rozšířily.

## Žernovy doby laténské v Čechách
Osvojení výroby, distribuce a používání rotačních mlýnů znamenalo u Keltů podstatné zvýšení efektivity přípravy mouky a to až o 660 %. Keltské žernovy v Čechách měly zpravidla průměr 30–40 cm a výšku nad 11 cm. Běhoun byl zahloubený pro snazší nasypání obilí. Měl otvor pro osu a slepý otvor pro uchycení rukojeti. Ležák byl vypouklý se slepým otvorem pro uchycení osy hlubokým 2,8–6,6 cm. Celý žernov byl masivní a těžký. Jen běhoun vážil cca 30–35 kg.

### Zkušenosti z rekonstrukcí postupu mletí
Pokud mezi kameny není obilí, bývá skutečně obtížné s mlýnkem pohnout. Mletí vyžaduje zkušenost a zručnost. Při archeologických rekonstrukcích se ukázalo, že rychlý rotační pohyb není pro mletí optimální. Spíše se zdá, že s běhounem bylo potřeba otáčet velmi pomalu, nebo ještě spíš střídavě pootáčet na jednu a na druhou stranu. Tomu nasvědčuje i procentuální zastoupení asymetrických kamenů v českých laténských žernovech (cca 50 %). Semletá mouka při pokusech lemovala dolní hranu ležáku, zatímco hrubě umletý šrot padal dále od ležáku a bylo možné ho od mouky zhruba oddělit. Mlecí výkon zjištěný při rekonstrukcích se pohybuje od 4,5 kg do 32 kg umletého obilí za hodinu. Pokud byla potřeba jemná mouka, musela se po umletí přesívat, neboť jinak by obsahovala 50 % hrubého šrotu a 6 % celých zrn. Přesto to byl proti pravěkým drtidlům obrovský technologický pokrok.

### Výroba a distribuce žernovů v době laténské v Čechách
Distribuci a výrobu kamenných mlýnků je možno dobře sledovat v severní polovině Čech, kde více než 80 % nalezených žernovů je vyrobeno jen ze tří surovin: křemenného porfyru, znělce typu Kunětická Hora a arkózy, pocházejících ze tří petrograficky doložitelných lokalit.

#### Známé výrobní a distribuční lokality

##### Malé Žernoseky

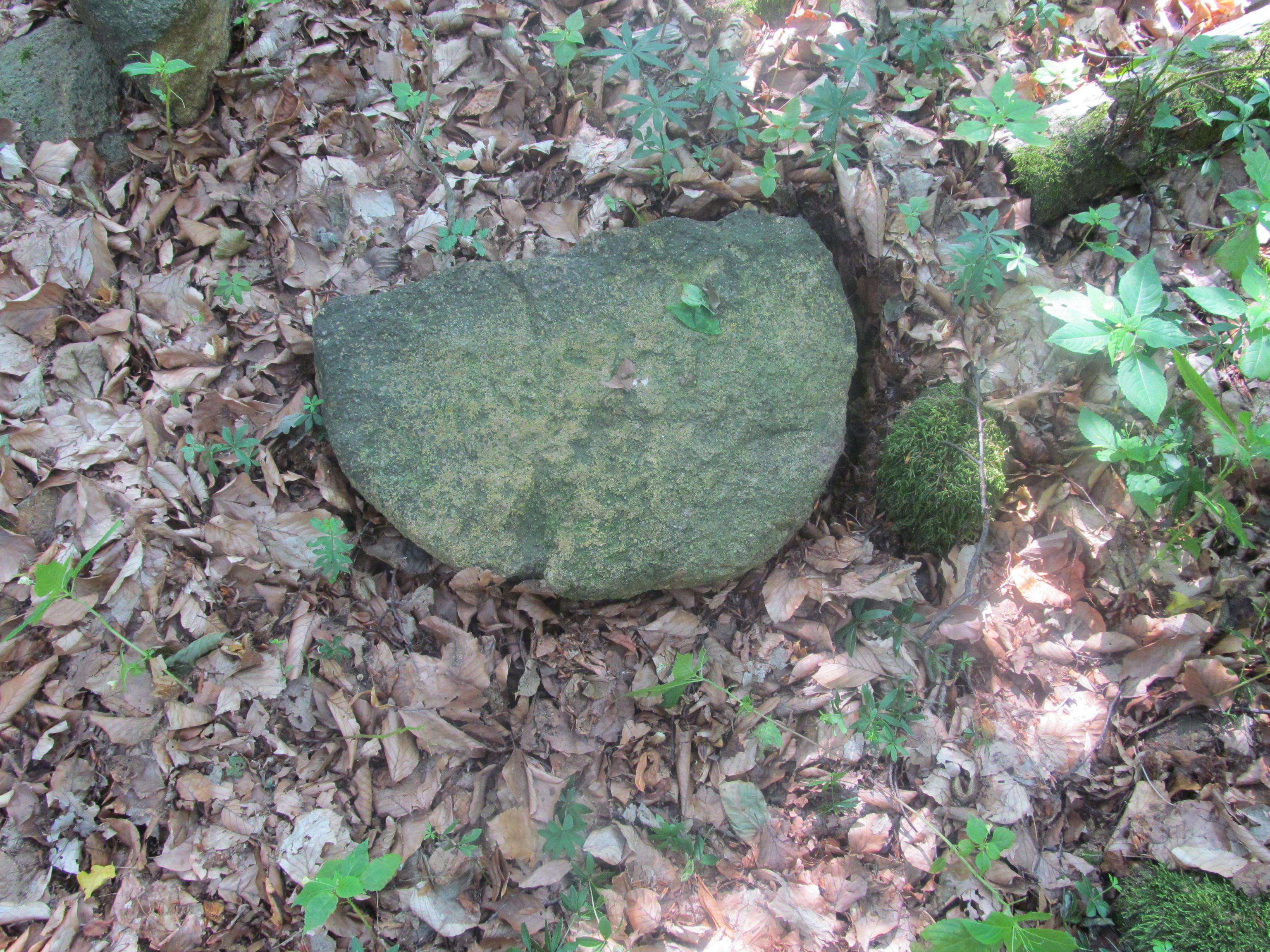
Polotovar středověkého žernovu v lokalitě nad Oparenským údolím

Žernovy z křemenného porfyru pocházejí z výrobního centra Malé Žernoseky – Oparno v areálu lovosické sídelní aglomerace. Distribuovány byly hotové mlýny i jejich polotovary. Odtud byly žernovy zásobovány keltské osady v Podkrušnohoří i velká oppida Stradonice, Závist, Hrazany. Největší vzdálenost na kterou byly distribuovány je vzdušnou čarou cca 120 km. Výroba žernovů v této lokalitě je známa i z raného středověku. Exploatační jámy pro surovinu na výrobu žernovů z doby laténské jsou jen několik set metrů daleko od exploatačních jam z časného středověku.

##### Kunětická hora
Žernovy ze znělce typu Kunětická hora pocházejí z exploatačního centra a výrobního střediska u Pardubic. Odtud byla zásobována žernovy oblast východních Čech, část středních Čech s Kolínskem a celá spotřeba oppida České Lhotice. Žernovy z tohoto centra nebyly zatím nalezeny na oppidech Závist a Stradonice. Největší vzdálenost na kterou byly žernovy a polotovary distribuovány činí přímou čarou 113 km.

##### Velké Přílepy
V blízkosti Velkých Přílep byla těžena arkóza a distribuována v západním cípu Podkrušnohoří a na Slánsko. Toto produkční středisko mělo okrajový význam a pokrývalo podstatně menší území.

##### Importy žernovů
U Třebušic a u Starého Kolína byly nalezeny žernovy z čediče typu Mayen, pocházející z Porýní. Distribuční vzdálenost je v tomto případě neuvěřitelných 500 km.

#### Výroba a distribuce žernovů
Z výše uvedených příkladů výroby a distribuce je zřejmé, že v době laténské fungoval v Čechách čilý dálkový obchod, při kterém byly výrobky cíleně dopravovány na velké (několikadenní) vzdálenosti. V těchto souvislostech vypovídá dálkový obchod o stabilním uspořádání tehdejší společnosti, které zaručovalo přijatelnou bezpečnost na dlouhých distribučních trasách. I přes rozvinutou dílenskou výrobu a dělbu práce patřily žernovy mezi poměrně cenné výrobky. Část nálezů žernovů přitom pochází z cisteren. Například na Stradonickém oppidu bylo v jedné cisterně nalezeno pět žernovů. Toto deponování může mít kultovní motivy.
Podle nálezů se zdá, že zrno se mlelo nejčastěji ve větších nadzemních kůlových domech, tj. nikoli v obytných prostorách. Zdá se, že rotační mlýnky byly používány jak na opevněných oppidech tak v rovinných sídlištích, tedy všemi vrstvami keltské společnosti.

#### Datování českých laténských žernovů
Podle Waldhausera se první rotační mlýnky dostaly do Čech jako importy z oblasti mezi středním Podunajím a Galií. Výroba v Čechách začíná těsně před obdobím oppid a v tomto období má i své maximum. Výroba končí v laténsko-římském období. S příchodem germánských kmenů a pádem keltské kultury se ve střední Evropě tato technologie, podobně jako znalost hrnčířského kruhu, na téměř tisíc let ztrácí.

## Žernovy ve středověku a novověku

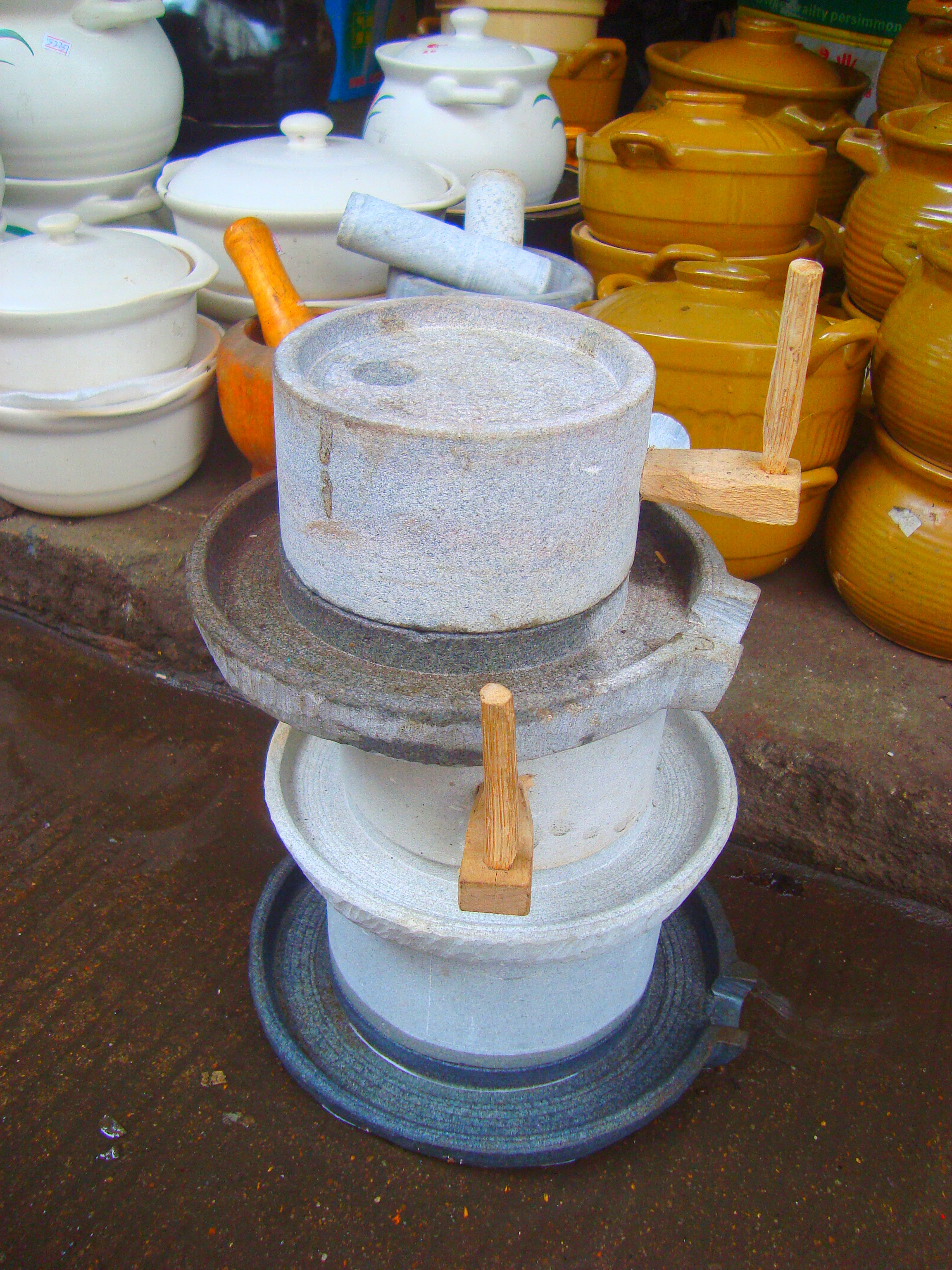
Současná podoba malého žernovu (30cm), jak jej lze pořídit na trhu v Číně

Ruční kamenné mlýny byly na Moravě používány až do počátku 20. století.
Na fotografii z Číny je zachycen novodobý žernov prodávaný v roce 2010 na trhu v Chaj-kchou. Podivuhodná je jak funkční podobnost s Keltským žernovem (vysoký a těžký běhoun, zahloubení běhounu pro snazší nasypávání obilí, otvor v boku běhounu pro kolík, …), tak i klika, která slouží k roztáčení žernovu. Z hlediska ergonomie ovládání je pravděpodobné, že takto mohl být řešen pohon i u mlýnků doby laténské.